# 二氯硅烷
二氯硅烷，缩写DCS，是一种无机化合物，化学式为SiH2Cl2。

## 制备
二氯硅烷可由硅烷和氯化氢按化学计量比在三氯化铝催化剂的存在下反应制备：
{\displaystyle \mathrm {SiH_{4}+2HCl\ {\xrightarrow {AlCl_{3},100^{o}C}}\ SiH_{2}Cl_{2}+2H_{2}} }
它也可以利用三氯硅烷来制备：
2 SiHCl3 ⇔ SiCl4 + SiH2Cl2

## 化学性质
二氯硅烷遇水水解，产生多聚硅氧烷（-H2Si-O-）n；和氨反应氨解，产生(-H2SiNH-)n。

## 用途
二氯硅烷可以用来做微电子里的半导体硅层的起始物料，其优点是它在较低温度可以分解，并且有较高的硅晶体生长速率。

## 安全风险
二氯硅烷是一种化学性质活泼的气体，在空气中可以迅速水解并自燃。它的毒性也很大，利用它的任何实验都需要有保护性措施。其安全风险还包括皮肤和眼睛的刺激与吸收。